# Florencio Moreno Godino
Florencio Moreno Godino (Madrid, 1829 - 1906) va ser un periodista, poeta i dramaturg bohemi espanyol del postromanticisme.

## Biografia
Va usar el pseudònim periodístic de «Floro Moro Godo» i va viure la bohèmia literària madrilenya de mitjan segle, sobre la qual va escriure diferents cròniques en revistes; va col·laborar a Pluma y Lápiz, Gil Blas i Revista Española i fou redactor del Diario Español; publicà Poesías (1862) i Sonetos de broma (1900) i en prosa les novel·les Una traducción del Quijote (1869) i, pòstuma, El último bohemio (1908). Va estrenar el drama tràgic Nerón en tres actes el 29 de novembre de 1892 al Teatro Español amb èxit extraordinari; es va publicar en 1893. A més va escriure una comèdia de capa i espasa, Luchas de amor y deber; la hi van donar a Luis González Bravo, al que li va agradar i la va passar al seu cunyat Romea, qui la va posar en escena sense saber-ho l'autor. Enrique Pérez Escrich el va prendre com a personatge per una de les seves novel·les, El frac azul.

## Obres
- Rosalia. Historia De Una Antigua Perra Gorda
- Poesías. (en Google Books, 1862[Enllaç no actiu])
- Semblanza de Gustavo A. Bécquer
- Por un retrato (Publicado en la Revista de España, 1868)
- Una traducción del Quijote. Novela original. (Publicat a la Revista de España, 1869)